# David Cronholm
David Hjalmar Cronholm, född 2 februari 1877 i Nordkärr i Holms socken i Dalsland, död 4 maj 1968 i Göteborg, var en svensk ingenjör, målare och tecknare.
Han var son till ingenjören Per Strid (Cronholm) och Johanna Elisabet Andersdotter samt från 1908 gift med Signe Elisabeth von Tell och far till Sven Cronholm.  
Cronholm studerade för Carl Wilhelmson på Valands konstskola omkring 1902. Han utförde under en period teckningar med skådespelarkarikatyrer som infördes i olika dagstidningar. Han har även illustrerat hembygdslitteratur. I olja består hans konst av landskapsmotiv ofta med skogsinteriörer. Bland hans offentliga arbeten märks altartavlan Kommen till mig som är placerad i Brålanda kyrka i Dalsland. Han signerade ibland sin konst med D Strid.